# William Schafferer
William Schafferer, född 25 september 1983, är en svensk thaiboxare. Han väger 71 kg i matchvikt och har gått 29 matcher. Han blev SM 1:a i thaiboxning 2006 och 2007 och har representerat Sverige i svenska VM-landslaget i Thailand 2006.